# Danh sách đĩa nhạc của Apink
Nhóm nhạc nữ Hàn Quốc Apink trực thuộc công ty giải trí Plan A Entertainment được thành lập vào ngày 19 tháng 4 năm 2011. Kể từ khi ra mắt công chúng với EP Seven Springs of Apink, nhóm đã phát hành 3 album phòng thu, 1 album đặc biệt, 6 EP tại thị trường Hàn Quốc. Tại thị trường Nhật Bản, nhóm đã phát hành 2 album phòng thu, 1 album tổng hợp.

## Album phòng thu
| Nhan đề                                                                         | Chi tiết | Vị trí cao nhất | Vị trí cao nhất | Vị trí cao nhất | Doanh số                               |
| Nhan đề                                                                         | Chi tiết | Hàn Quốc        | Nhật Bản        | Hoa Kỳ          | Doanh số                               |
| Tiếng Hàn                                                                       | Tiếng Hàn | Tiếng Hàn       | Tiếng Hàn       | Tiếng Hàn       | Tiếng Hàn                              |
| ------------------------------------------------------------------------------- | --- | --------------- | --------------- | --------------- | -------------------------------------- |
| Une Annee                                                                       | - Phát hành: 9 tháng 5 năm 2012 - Nhãn đĩa: A Cube Entertainment, CJ E&M Music and Live - Định dạng: CD, tải nhạc số | 4               | —               | —               | - Hàn Quốc: 40.510+                    |
| Pink Memory                                                                     | - Phát hành: 21 tháng 7 năm 2015 - Nhãn đĩa: A Cube Entertainment, LOEN Entertainment - Định dạng: CD, tải nhạc số   | 2               | 36              | —               | - Hàn Quốc: 90.080+ - Nhật Bản: 3.756+ |
| Pink Revolution                                                                 | - Phát hành: 26 tháng 9 năm 2016 - Nhãn đĩa: Plan A Entertainment, LOEN Entertainment - Định dạng: CD, tải nhạc số   | 2               | 39              | 12              | - Hàn Quốc: 50.375+ - Nhật Bản: 2.631+ |
| Tiếng Nhật                                                                      | |                 |                 |                 |                                        |
| Pink Season                                                                     | - Phát hành: 26 tháng 8 năm 2015 - Nhãn đĩa: Universal Music Japan - Định dạng: CD, tải nhạc số                      | —               | 5               | —               | - Nhật Bản: 12.624+                    |
| Pink Doll                                                                       | - Phát hành: 21 tháng 12 năm 2016 - Nhãn đĩa: Universal Music Japan - Định dạng: CD, tải nhạc số                     | —               | 10              | —               | - Nhật Bản: 11.430+                    |
| Pink Stories                                                                    | - Phát hành: 27 tháng 12 năm 2017 - Nhãn đĩa: Universal Music Japan - Định dạng: CD, tải nhạc số                     | —               | 20              | —               | - Nhật Bản: 3.898+                     |
| "—" nghĩa là không được xếp hạng hoặc không được phát hành tại vùng lãnh thổ đó | |                 |                 |                 |                                        |

## Album đặc biệt
| Nhan đề                                                                         | Chi tiết | Vị trí cao nhất | Vị trí cao nhất | Vị trí cao nhất | Doanh số                               |
| Nhan đề                                                                         | Chi tiết | Hàn Quốc        | Nhật Bản        | Hoa Kỳ          | Doanh số                               |
| ------------------------------------------------------------------------------- | --- | --------------- | --------------- | --------------- | -------------------------------------- |
| Dear                                                                            | - Phát hành: 15 tháng 12 năm 2016 - Nhãn đĩa: Plan A Entertainment, LOEN Entertainment - Định dạng: CD, tải nhạc số       | 2               | 61              | —               | - Hàn Quốc: 31.077+ - Nhật Bản: 1.723+ |
| MIRACLE                                                                         | * Phát hành: 19 tháng 4 năm 2018 - Nhãn đĩa: Play M(PlanA) Entertaiment, KakaoM Entertaiment • Định dạng: CD, tải nhạc số | 10              |                 |                 |                                        |
| "—" nghĩa là không được xếp hạng hoặc không được phát hành tại vùng lãnh thổ đó | |                 |                 |                 |                                        |

## Album tổng hợp
| Nhan đề                                                                         | Chi tiết                                                                                   | Vị trí cao nhất | Vị trí cao nhất | Vị trí cao nhất | Doanh số           |
| Nhan đề                                                                         | Chi tiết                                                                                   | Hàn Quốc        | Nhật Bản        | Hoa Kỳ          | Doanh số           |
| Nhật Bản                                                                        | Nhật Bản                                                                                   | Nhật Bản        | Nhật Bản        | Nhật Bản        | Nhật Bản           |
| ------------------------------------------------------------------------------- | ------------------------------------------------------------------------------------------ | --------------- | --------------- | --------------- | ------------------ |
| 2011-2014 Best Of Apink                                                         | - Phát hành: 17 tháng 12 năm 2014 - Nhãn đĩa: Universal Music Japan - Định dạng: CD        | —               | 56              | —               | - Nhật Bản: 3.229+ |
| Pink LUV + Blossom                                                              | - Phát hành: 2 tháng 10 năm 2015 - Nhãn đĩa: Universal Music Ltd. - Định dạng: tải nhạc số | —               | —               | —               | —                  |
| "—" nghĩa là không được xếp hạng hoặc không được phát hành tại vùng lãnh thổ đó |                                                                                            |                 |                 |                 |                    |

## Album trực tiếp
| Nhan đề                              | Chi tiết                                                                                  | Vị trí cao nhất       | Doanh số           |
| Nhan đề                              | Chi tiết                                                                                  | Nhật Bản              | Doanh số           |
| ------------------------------------ | ----------------------------------------------------------------------------------------- | --------------------- | ------------------ |
| APINK 1st Concert PINK PARADISE      | - Phát hành: 24 tháng 6 năm 2015 (NB) - Nhãn đĩa: Copan Global - Định dạng: DVD           | 22                    |                    |
| Apink 1st Live Tour 2015 PINK SEASON | - Phát hành: 10 tháng 2 năm 2016 - Nhãn đĩa: Copan Global - Định dạng: DVD, Blu-ray       | 17 (DVD) 11 (Blu-ray) |                    |
| APINK 2nd Concert Pink Island        | - Phát hành: 9 tháng 3 năm 2016 (NB) - Nhãn đĩa: Copan Global - Định dạng: DVD            | 23                    |                    |
| Apink 2nd Live Tour 2016 PINK SUMMER | - Phát hành: 16 tháng 10 năm 2016 (NB) - Nhãn đĩa: Copan Global - Định dạng: DVD, Blu-ray | 7 (DVD) 6 (Blu-ray)   | - Nhật Bản: 2.763+ |

## EP
| Nhan đề                                                                         | Chi tiết | Vị trí cao nhất | Vị trí cao nhất | Vị trí cao nhất | Doanh số                               |
| Nhan đề                                                                         | Chi tiết | Hàn Quốc        | Nhật Bản        | Hoa Kỳ          | Doanh số                               |
| ------------------------------------------------------------------------------- | --- | --------------- | --------------- | --------------- | -------------------------------------- |
| Seven Springs of Apink                                                          | - Phát hành: 19 tháng 4 năm 2011 - Nhãn đĩa: A Cube Entertainment, CJ E&M Music and Live - Định dạng: CD, tải nhạc số       | 6               | —               | —               | - Hàn Quốc: 16.365+                    |
| Snow Pink                                                                       | - Phát hành: 22 tháng 11 năm 2011 - Nhãn đĩa: A Cube Entertainment, CJ E&M Music and Live - Định dạng: CD, tải nhạc số      | 7               | —               | —               | - Hàn Quốc: 25.701+                    |
| Secret Garden                                                                   | - Phát hành: 5 tháng 7 năm 2013 - Nhãn đĩa: A Cube Entertainment, CJ E&M Music and Live - Định dạng: CD, tải nhạc số        | 2               | 81              | —               | - Hàn Quốc: 71.247+ - Nhật Bản: 3.480+ |
| Pink Blossom                                                                    | - Phát hành: 31 tháng 3 năm 2014 - Nhãn đĩa: A Cube Entertainment, LOEN Entertainment - Định dạng: CD, tải nhạc số          | 2               | 59              | —               | - Hàn Quốc: 76.307+ - Nhật Bản: 6.139+ |
| Pink Luv                                                                        | - Phát hành: 24 tháng 11 năm 2014 - Nhãn đĩa: A Cube Entertainment, LOEN Entertainment - Định dạng: CD, tải nhạc số         | 1               | 53              | —               | - Hàn Quốc: 80.698+ - Nhật Bản: 4.805+ |
| Pink Up                                                                         | - Phát hành: 26 tháng 6 năm 2017 - Nhãn đĩa: Plan A Entertainment, LOEN Entertainment - Định dạng: CD, tải nhạc số          | 1               | 49              | 14              | - Hàn Quốc: 54.681+ - Nhật Bản: 1.556+ |
| ONE&SIX                                                                         | - Phát hành: 2 tháng 7 năm 2018 - Nhãn đĩa: Play M (PlanA) Entertainment, KakaoM Entertainment - Định dạng: CD, tải nhạc số | 1               |                 |                 | - Hàn Quốc: 64.010+ - Nhật Bản: update |
| PERCENT                                                                         | - Phát hành: 7 tháng 1 năm 2019 - Nhãn đĩa: Play M (PlanA) Entertainment, KakaoM Entertainment - Định dạng: CD, tải nhạc số | 1               |                 |                 | - Hàn Quốc: 40.000+ - Nhật Bản: update |
| "—" nghĩa là không được xếp hạng hoặc không được phát hành tại vùng lãnh thổ đó | |                 |                 |                 |                                        |

## Đĩa đơn
| Nhan đề                                                                         | Năm       | Vị trí cao nhất | Vị trí cao nhất | Vị trí cao nhất | Vị trí cao nhất | Doanh số               | Album                  |
| Nhan đề                                                                         | Năm       | Gaon            | Billboard       | Oricon          | Billboard       | Doanh số               | Album                  |
| Tiếng Hàn                                                                       | Tiếng Hàn | Tiếng Hàn       | Tiếng Hàn       | Tiếng Hàn       | Tiếng Hàn       | Tiếng Hàn              | Tiếng Hàn              |
| ------------------------------------------------------------------------------- | --------- | --------------- | --------------- | --------------- | --------------- | ---------------------- | ---------------------- |
| "I Don't Know"                                                                  | 2011      | 20              | —               | —               | —               | - Hàn Quốc: 999.637+   | Seven Springs of Apink |
| "It Girl" (Remix Version)                                                       | 2011      | 47              | —               | —               | —               | - Hàn Quốc: 425.781+   | Seven Springs of Apink |
| "My My"                                                                         | 2011      | 16              | 16              | —               | —               | - Hàn Quốc: 1.906.585+ | Snow Pink              |
| "April 19th"                                                                    | 2012      | 44              | 35              | —               | —               | - Hàn Quốc: 149.514+   | Une Annee              |
| "Hush"                                                                          | 2012      | 11              | 13              | —               | —               | - Hàn Quốc: 1.280.030+ | Une Annee              |
| "Bubibu" (Remix Version)                                                        | 2012      | 20              | 18              | —               | —               | - Hàn Quốc: 501.234+   | Une Annee              |
| "NoNoNo"                                                                        | 2013      | 3               | 2               | —               | —               | - Hàn Quốc: 1.786.623+ | Secret Garden          |
| "Good Morning Baby"                                                             | 2014      | 6               | 11              | —               | —               | - Hàn Quốc: 457.087+   | Pink Luv               |
| "Mr. Chu" (On Stage)                                                            | 2014      | 2               | 2               | —               | —               | - Hàn Quốc: 1.580.825+ | Pink Blossom           |
| "My Darling" (Apink BnN)                                                        | 2014      | 22              | 17              | —               | —               | - Hàn Quốc: 100.271+   | Pink Luv               |
| "Luv"                                                                           | 2014      | 2               | —               | —               | —               | - Hàn Quốc: 1.490.824+ | Pink Luv               |
| "Promise U"                                                                     | 2015      | 16              | —               | —               | —               | - Hàn Quốc: 72.460+    | Pink Memory            |
| "Remember"                                                                      | 2015      | 2               | —               | —               | —               | - Hàn Quốc: 1.111.701+ | Pink Memory            |
| "The Wave" (네가 손짓해주면)                                                    | 2016      | 16              | —               | —               | —               | - Hàn Quốc: 154.085+   | Pink Revolution        |
| "Only One" (내가 설렐 수 있게)                                                  | 2016      | 5               | —               | —               | —               | - Hàn Quốc: 449.622+   | Pink Revolution        |
| "Cause You're My Star" (별의 별)                                                | 2016      | 25              | —               | —               | —               | - Hàn Quốc: 142.763+   | Dear                   |
| "Always"                                                                        | 2017      | 32              | —               | —               | —               | - Hàn Quốc: 50.855+    | Pink Up                |
| "Five"                                                                          | 2017      | 4               | —               | —               | —               | - Hàn Quốc: 609.147+   | Pink Up                |
| "Miracle"                                                                       | 2018      |                 |                 |                 |                 |                        | Miracle                |
| "I'm so sick"                                                                   | 2018      | 4               |                 |                 |                 |                        | ONE&SIX                |
| "Eung Eung(%%)"                                                                 | 2019      | 17              |                 |                 |                 |                        | PERCENT                |
| Everybody Ready                                                                 | 2019      |                 |                 |                 |                 |                        |                        |
| Tiếng Nhật                                                                      |           |                 |                 |                 |                 |                        |                        |
| "NoNoNo"                                                                        | 2014      | —               | —               | 4               | 6               | - Nhật Bản: 39.217+    | Pink Season            |
| "Mr. Chu"                                                                       | 2015      | —               | —               | 2               | 5               | - Nhật Bản: 59.460+    | Pink Season            |
| "Luv"                                                                           | 2015      | —               | —               | 2               | 4               | - Nhật Bản: 47.100+    | Pink Season            |
| "Sunday Monday"                                                                 | 2015      | —               | —               | 6               | 19              | - Nhật Bản: 18.591+    | Pink Doll              |
| "Brand New Days"                                                                | 2016      | —               | —               | 11              | 26              | - Nhật Bản: 10.737+    | Pink Doll              |
| "Summer Time"                                                                   | 2016      | —               | —               | 2               | 5               | - Nhật Bản: 41.12+     | Pink Doll              |
| "Bye Bye"                                                                       | 2017      | —               | —               | 5               | 16              | - Nhật Bản: 23.220+    | TBA                    |
| "Motto Go! Go! scope="row"\|"                                                   | 2017      | —               | —               | 9               | 27              | - Nhật Bản: 13.465+    | TBA                    |
| Orio                                                                            | 2017      |                 |                 |                 |                 |                        |                        |
| "—" nghĩa là không được xếp hạng hoặc không được phát hành tại vùng lãnh thổ đó |           |                 |                 |                 |                 |                        |                        |

### Đĩa đơn quảng bá
| Nhan đề                                                               | Năm  | Album             |
| --------------------------------------------------------------------- | ---- | ----------------- |
| "Let Us Just Love" (우리 그냥 사랑하게 해주세요)                      | 2011 | Protect the Boss  |
| "Christmas Song" (크리스마스 노래) (cùng các nghệ sĩ của United Cube) | 2013 | Không thuộc album |

## Các bài hát khác
| Bài hát                                                                          | Năm  | Vị trí cao nhất | Doanh số (Nhạc số)   | Album           |
| Bài hát                                                                          | Năm  | Hàn Quốc        | Doanh số (Nhạc số)   | Album           |
| -------------------------------------------------------------------------------- | ---- | --------------- | -------------------- | --------------- |
| "Cat"                                                                            | 2012 | 175             | —                    | Une Annee       |
| "Step"                                                                           | 2012 | 170             | —                    | Une Annee       |
| "Boy"                                                                            | 2012 | 189             | —                    | Une Annee       |
| "I Got You"                                                                      | 2012 | 187             | —                    | Une Annee       |
| "Up To The Sky" (하늘 높이)                                                      | 2012 | 156             | —                    | Une Annee       |
| "U You"                                                                          | 2013 | 42              | - Hàn Quốc: 120.018+ | Secret Garden   |
| "Lovely Day"                                                                     | 2013 | 67              | - Hàn Quốc: 55.619+  | Secret Garden   |
| "I Need You" (난 니가 필요해)                                                    | 2013 | 127             | - Hàn Quốc: 21.216+  | Secret Garden   |
| "Secret Garden"                                                                  | 2013 | 136             | - Hàn Quốc: 21.349+  | Secret Garden   |
| "Sunday Monday"                                                                  | 2014 | 22              | - Hàn Quốc: 59.490   | Pink Blossom    |
| "Fairytale Love" (사랑동화)                                                      | 2014 | 24              | - Hàn Quốc: 45.262+  | Pink Blossom    |
| "So Long"                                                                        | 2014 | 30              | - Hàn Quốc: 38.354+  | Pink Blossom    |
| "Crystal"                                                                        | 2014 | 32              | - Hàn Quốc: 37.845+  | Pink Blossom    |
| "Mr. Chu"                                                                        | 2014 | 52              | - Hàn Quốc: 27.380+  | Pink Blossom    |
| "Secret"                                                                         | 2014 | 14              | - Hàn Quốc: 146.444+ | Pink Luv        |
| "Wanna Be"                                                                       | 2014 | 37              | - Hàn Quốc: 46.760+  | Pink Luv        |
| "Not an Angel" (천사가 아냐)                                                     | 2014 | 39              | - Hàn Quốc: 45.527+  | Pink Luv        |
| "Love Like a Fairytale" (동화 같은 사랑)                                         | 2014 | 45              | - Hàn Quốc: 42.166+  | Pink Luv        |
| "Perfume"                                                                        | 2015 | 92              | - Hàn Quốc: 28.540+  | Pink Memory     |
| "Attracted to U"(끌려)                                                           | 2015 | 63              | - Hàn Quốc: 42.436+  | Pink Memory     |
| "Dejavu"                                                                         | 2015 | 95              | - Hàn Quốc: 28.566+  | Pink Memory     |
| "Petal" (꽃잎점)                                                                 | 2015 | 70              | - Hàn Quốc: 38.444+  | Pink Memory     |
| "A Wonderful Love"                                                               | 2015 | —               | - Hàn Quốc: 26.685+  | Pink Memory     |
| "I DO"                                                                           | 2015 | —               | - Hàn Quốc: 26.116+  | Pink Memory     |
| "What A Boy Wants"                                                               | 2015 | —               | - Hàn Quốc: 25.431+  | Pink Memory     |
| "Boom Pow Love"                                                                  | 2016 | 46              | - Hàn Quốc: 24.186+  | Pink Revolution |
| "Ding Dong"                                                                      | 2016 | 56              | - Hàn Quốc: 21.992+  | Pink Revolution |
| "Oh Yes"                                                                         | 2016 | 62              | - Hàn Quốc: 20.036+  | Pink Revolution |
| "Fairy"                                                                          | 2016 | 83              | - Hàn Quốc: 17.819+  | Pink Revolution |
| "To. Us"                                                                         | 2016 | 84              | - Hàn Quốc: 17.731+  | Pink Revolution |
| "Catch Me"                                                                       | 2016 | 91              | - Hàn Quốc: 16.586+  | Pink Revolution |
| "Eyes"                                                                           | 2017 | 75              | - Hàn Quốc: 32.163+  | Pink Up         |
| "Kok Kok"                                                                        | 2017 | 97              | - Hàn Quốc: 25.055+  | Pink Up         |
| "I Like It! scope="row"\|"                                                       | 2017 | —               | - Hàn Quốc: 22.329+  | Pink Up         |
| "—" nghĩa là không được xếp hạng hoặc không được phát hành tại vùng lãnh thổ đó. |      |                 |                      |                 |

## Cộng tác
| Năm  | Bài hát                                                                                            | Thành viên             | Nghệ sĩ                        | Album                                             |
| ---- | -------------------------------------------------------------------------------------------------- | ---------------------- | ------------------------------ | ------------------------------------------------- |
| 2011 | "Skinny Baby"                                                                                      | Apink                  | Beast                          | —                                                 |
| 2012 | "Love Day" (Tiếng Hàn Quốc: 러브 데이)                                                             | Jung Eunji             | Yang Yo-seob (Beast)           | A Cube for Season #Green                          |
| 2013 | "A Year Ago" (Tiếng Hàn Quốc: 일년전에)                                                            | Jung Eunji, Kim Namjoo | Jang Hyun-seung (Beast)        | A Cube for Season #White                          |
| 2013 | "5! My Baby"                                                                                       | Apink                  | Beast                          | —                                                 |
| 2013 | "Short Hair" (Tiếng Hàn Quốc: 짧은머리)                                                            | Jung Eunji             | Huh Gak                        | A Cube for Season #Blue                           |
| 2013 | "Know We're Going to Break Up" (Tiếng Hàn Quốc: 헤어질걸 알기에)                                   | Jung Eunji             | Huh Gak                        | Little Giant                                      |
| 2013 | "One Minute Ago"                                                                                   | Jung Eunji             | Kang Ho-dong                   | Barefooted Friends OST                            |
| 2013 | "Fanta Time"                                                                                       | Jung Eunji             | Lee Kwang-soo, Niel (Teen Top) | —                                                 |
| 2013 | "Mini" (Tiếng Hàn Quốc: 미니)                                                                      | Apink                  | B.A.P                          | —                                                 |
| 2013 | "Let's Talk About You" (Tiếng Hàn Quốc: 너부터 잘 해)                                              | Yoon Bomi              | M.I.B                          | The Maginot Line                                  |
| 2013 | "Christmas Song" (Tiếng Hàn Quốc: 크리스마스 노래)                                                 | Apink                  | United Cube                    | —                                                 |
| 2014 | "Break Up To Make Up"                                                                              | Jung Eunji             | Huh Gak                        | A Cube for Season #Sky-Blue                       |
| 2014 | "The Best Thing I Did" (Tiếng Hàn Quốc: 제일 잘한 일)                                              | Oh Hayoung             | Jiggy Dogg                     | The Best Thing I Did                              |
| 2014 | "My Darling" (Tiếng Hàn Quốc: 마이달링)                                                            | Yoon Bomi, Kim Namjoo  | Brave Brothers                 | 10th Anniversary Project Part 6 By Brave Brothers |
| 2015 | "Photograph" (Tiếng Hàn Quốc: 사진)                                                                | Kim Namjoo             | Yook Sung-jae                  | A Cube for Season #Blue Season 2                  |
| 2015 | "I Know I Know" (Tiếng Hàn Quốc: 알아 알아)                                                        | Yoon Bomi              | David Oh                       | Singing Begins                                    |
| 2015 | "Lovely" (Tiếng Hàn Quốc: Lovely해)                                                                | Yoon Bomi              | Lim Seul-ong                   | Some Guys, Some Girls OST                         |
| 2015 | "Let's Eat Together" (Tiếng Hàn Quốc: 밥 한 끼 해요)                                               | Yoon Bomi              | Yoon Hyun-sang                 | —                                                 |
| 2015 | "Sweet Now" (Tiếng Hàn Quốc:달다 지금)                                                             | Kim Namjoo             | Damiano                        | Sweet Now                                         |
| 2016 | "Ocean" (Tiếng Hàn Quốc: 바다)                                                                     | Jung Eunji             | Huh Gak                        | Plan A First Episode                              |
| 2016 | "One Night Is More Beautiful Than Day Summer" (Tiếng Hàn Quốc: 우리의 밤은 당신의 낮보다 아름답다) | Yoon Bomi, Kim Namjoo  | Various Artists                | Merry Summer                                      |
| 2016 | "Summer Ice Cream" (Tiếng Hàn Quốc: 한 여름 밤에 꿀)                                               | Jung Eunji             | Hanhae                         | —                                                 |
| 2016 | "Visual Gangster" (Tiếng Hàn Quốc: 널 너무 사랑해서)                                               | Jung Eunji             | MC MONG                        | U.F.O                                             |
| 2016 | "The Reason I Got Pretty" (Tiếng Hàn Quốc: 내가 예뻐진 이유)                                       | Jung Eunji             | Park Ji-hyo Ben                | Inkigayo Music Crush Part 1                       |

## Nhạc phim
| Năm  | Bài hát                                                  | Thành viên | Album                                           |
| ---- | -------------------------------------------------------- | ---------- | ----------------------------------------------- |
| 2011 | 우리 그냥 사랑하게 해주세요 (Please Let Us Love)         | Apink      | Protect the Boss OST                            |
| 2012 | All For You (với Seo In Guk)                             | Jung Eunji | Reply 1997 OST                                  |
| 2012 | 우리 사랑 이대로 (Just The Way We Love) (với Seo In Guk) | Jung Eunji | Reply 1997 OST                                  |
| 2013 | One Minute Ago (với Kang Ho Dong)                        | Jung Eunji | Barefooted Friends OST                          |
| 2014 | 그대라구요 (It's You)                                    | Jung Eunji | Three Days OST                                  |
| 2015 | Lovely해 (Lovely)                                        | Yoon Bomi  | Some Guys, Some Girls OST                       |
| 2015 | 잊었니 (Did You Forget)                                  | Apink BnN  | Two Yoo Project – Sugarman OST Part 1           |
| 2016 | Brand New Days                                           | Apink      | Rilu Rilu Fairilu ~Yousei no Door~ OST          |
| 2016 | 그녀의 연인에게 (For Her Lover)                          | Jung Eunji | Two Yoo Project – Sugarman OST Part 19          |
| 2016 | 스위티 (Sweety)                                          | Yoon Bomi  | Two Yoo Project – Sugarman OST Part 33          |
| 2016 | 사랑 앞에서 (A Love Before)                              | Jung Eunji | Entertainer OST                                 |
| 2016 | Without You                                              | Yoon Bomi  | Cinderella and Four Knights OST                 |
| 2017 | 그대란 정원 (You're My Garden)                           | Jung Eunji | Strong Woman Do Bong Soon OST Part 1            |
| 2017 | Papipupe Pon!                                            | Apink      | Rilu Rilu Fairilu ~Yousei no Door~ Season 2 OST |
| 2017 | I Pray 4 You                                             | Apink BnN  | School 2017 OST Part.6                          |
| 2017 | You Are My Garden                                        | Jung EunJi | Strong Woman Do Bong Soon                       |
| 2018 | Stay                                                     | Jung EunJi | Suit OST Part 2                                 |

## Video âm nhạc

### Video âm nhạc
| Năm  | MV                               | Ghi chú                                                        |
| ---- | -------------------------------- | -------------------------------------------------------------- |
| 2011 | "I Don't Know" (몰라요)          | Khách mời: Lee Gi-kwang                                        |
| 2011 | "Wishlist"                       |                                                                |
| 2011 | "It Girl"                        |                                                                |
| 2011 | "My My"                          |                                                                |
| 2011 | "Skinny Baby"                    | với Beast (Skoolooks CF)                                       |
| 2012 | "Hush"                           |                                                                |
| 2012 | "Cat"                            | Video không chính thức, được sản xuất bởi các thành viên Apink |
| 2013 | "5! My Baby"                     | với Beast (Skoolooks CF)                                       |
| 2013 | "NoNoNo"                         | Phiên bản tiếng Hàn                                            |
| 2013 | "Secret Garden"                  |                                                                |
| 2013 | "U You"                          |                                                                |
| 2013 | "Mini"                           | với B.A.P (Skoolooks CF)                                       |
| 2014 | "Good Morning Baby"              | Kỷ niệm 1000 ngày debut                                        |
| 2014 | "Mr. Chu"                        |                                                                |
| 2014 | "Crystal"                        |                                                                |
| 2014 | "NoNoNo"                         | Phiên bản tiếng Nhật                                           |
| 2014 | "Luv"                            |                                                                |
| 2015 | "Mr. Chu"                        | Phiên bản tiếng Nhật                                           |
| 2015 | "Promise U"                      | Kỷ niệm 4 năm debut                                            |
| 2015 | "Luv"                            | Phiên bản tiếng Nhật                                           |
| 2015 | "Remember"                       |                                                                |
| 2015 | "Petal" (꽃잎점)                 |                                                                |
| 2015 | "Sunday Monday"                  | Phiên bản tiếng Nhật                                           |
| 2016 | "Brand New Days"                 |                                                                |
| 2016 | "The Wave" (네가 손짓해주면)     | Kỷ niệm 5 năm debut                                            |
| 2016 | "Summer Time" (サマータイム！)   |                                                                |
| 2016 | "April 19th"                     | Phiên bản tiếng Nhật                                           |
| 2016 | "My My"                          | Phiên bản tiếng Nhật                                           |
| 2016 | "Only One" (내가 설렐 수 있게)   |                                                                |
| 2016 | "Cause You're My Star" (별의 별) |                                                                |
| 2017 | "Bye Bye"                        |                                                                |
| 2017 | "FIVE"                           |                                                                |
| 2017 | " (もっとGO!GO!)                 |                                                                |
| 2017 | "Always"                         | Kỷ niệm 6 năm Debut                                            |
| 2017 | "Orion"                          |                                                                |
| 2018 | "I’m So Sick"                    |                                                                |
| 2018 | "Miracle"                        | Kỷ niệm 7 năm Debut                                            |
| 2019 | "Eung Eung (%%)"                 |                                                                |
| 2019 | "Everybody Ready"                | Kỷ niệm 8 năm Debut                                            |

### Góp mặt trong video âm nhạc
| Năm  | MV                                                                                 | Nghệ sĩ         | Thành viên                        |
| ---- | ---------------------------------------------------------------------------------- | --------------- | --------------------------------- |
| 2010 | "Breath" (숨)                                                                      | Beast           | Son Naeun                         |
| 2010 | "Beautiful"                                                                        | Beast           | Tất cả                            |
| 2011 | "Shock" (Japanese Version)                                                         | Beast           | Park Chorong                      |
| 2011 | "I Like You the Best" (니가 제일 좋아)                                             | Beast           | Son Naeun                         |
| 2012 | "Insane"                                                                           | BTOB            | Park Chorong                      |
| 2012 | "A Person I Used to Love" (나를 사랑했던 사람아)                                   | Huh Gak         | Son Naeun                         |
| 2012 | "It Hurts" (아프다)                                                                | Huh Gak         | Son Naeun                         |
| 2012 | "Mayday"                                                                           | Mario           | Tất cả (ngoại trừ Jung Eunji)     |
| 2013 | "Christmas Song" (크리스마스 노래)                                                 | United Cube     | Tất cả                            |
| 2013 | "That's My Fault" (슬픈약속)                                                       | Speed           | Son Naeun                         |
| 2013 | "It's Over"                                                                        | Speed           | Son Naeun                         |
| 2013 | "1440"                                                                             | Huh Gak         | Oh Hayoung                        |
| 2013 | "Frozen" (꽁꽁)                                                                    | Shin Bora       | Oh Hayoung                        |
| 2013 | "Marry Me"                                                                         | K-Hunter        | Yoon Bo-mi                        |
| 2014 | "Shall We Dance With Dr. Lim"                                                      | Im Chang-jung   | Yoon Bomi Park Chorong Oh Hayoung |
| 2016 | "One Night Is More Beautiful Than Day Summer" (우리의 밤은 당신의 낮보다 아름답다) | Various Artists | Yoon Bomi Kim Namjoo              |
| 2016 | "I'm Fine" (아무렇지 않은 척)                                                      | Victon          | Son Naeun                         |
| 2017 | "Miss You" (혼자, 한잔)                                                            | Huh Gak         | Park Chorong                      |
| 2017 | "New Face"                                                                         | PSY             | Son Naeun                         |
| 2017 | "Oasis" (오아시스)                                                                 | Plan A Family   | Tất cả                            |

## DVD/Bluray
| Ngày phát hành       | Định dạng  | Tựa đề                                              |
| -------------------- | ---------- | --------------------------------------------------- |
| 10 tháng 6 năm 2015  | DVD        | Apink JAPAN Fanmeeting 2015 -Pink Valentine with U- |
| 24 tháng 6 năm 2015  | DVD        | Apink 1st Concert Live "PINK PARADISE"              |
| 10 tháng 2 năm 2016  | DVD/Bluray | Apink 1st Live Tour 2015 -Pink Season-              |
| 9 tháng 3 năm 2016   | DVD        | Apink 2nd Concert Live "PINK ISLAND"                |
| 26 tháng 10 năm 2016 | DVD/Bluray | Apink 2nd Live Tour 2015 -Pink Summer-              |